# Cunila crenata
Cunila crenata là một loài thực vật có hoa trong họ Hoa môi. Loài này được García-Peña & Tenorio mô tả khoa học đầu tiên năm 1997.